# Planeta ctònic

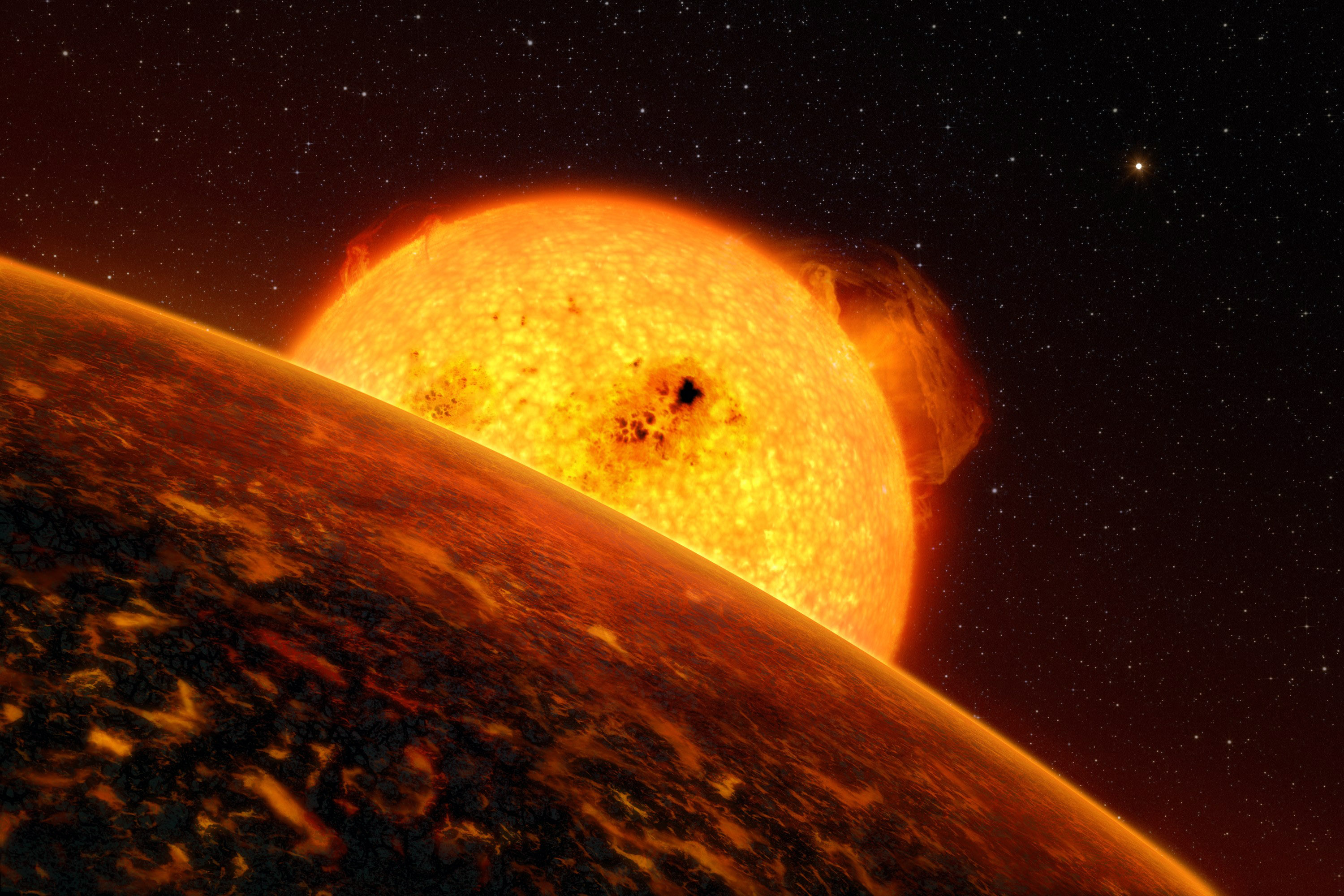
Concepció artística de COROT-7b.

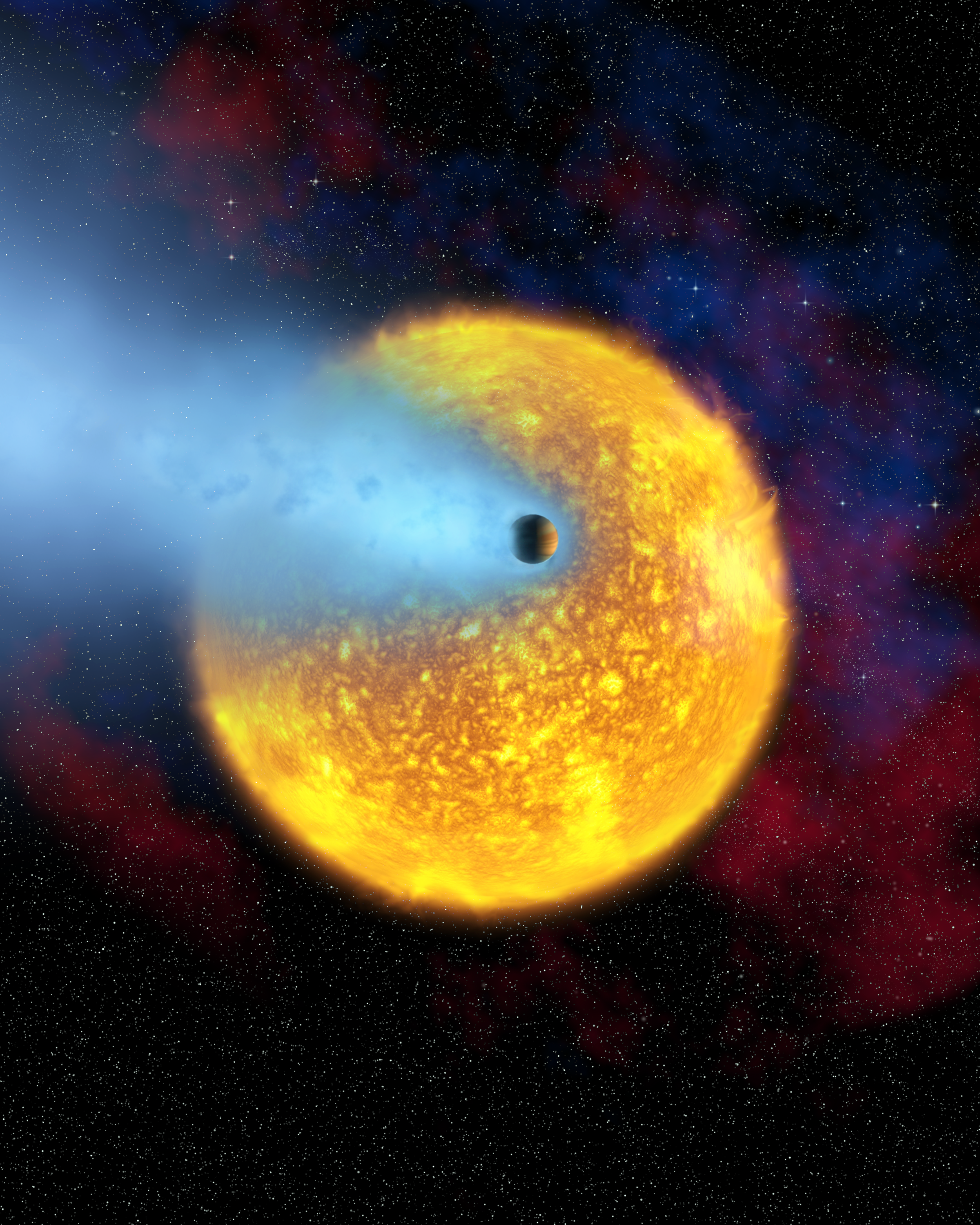
Concepció artística d'HD 209458 b transitant la seva estrella.

Un planeta ctònic és un gegant gasós que ha perdut la seva atmosfera d'heli i hidrogen a causa de la proximitat amb l'estel que orbita. El nucli rocós que quedaria seria semblant a un planeta tel·lúric en molts aspectes.

## Etimologia
El mot ctònic i el seu prefix cton– venen del grec χθονιος «terrestre».

## Exemples possibles
Les mesures de variació de temps de trànsit indiquen, per exemple, que Kepler-52b, Kepler-52c i Kepler-57b tenen masses màximes entre 30 i 100 vegades la massa de la Terra (encara que les masses reals podrien ser molt més baixes); amb radis aproximadament de 2 radis de la Terra, poden tenir densitats més grans que la d'un planeta de ferro de la mateixa mida. Com que aquest tipus d'exoplanetes orbiten molt a prop de les seves estrelles podrien ser els nuclis romanents dels gegants gasosos evaporats o nanes marrons. Si els nuclis són prou massius podrien romandre comprimits durant milers de milions d'anys tot i perdre la massa atmosfèrica.
Com que no hi ha súper-Terres calents gasoses entre 2,2 i 3,8 radis de la Terra exposats a més de 650 fluxos de terra incident, i tal falta no és compatible amb les estadístiques,
 se suposa que els exoplanetes per sota d'aquests radis exposats a aquests fluxos estel·lars podrien haver tingut les seves restes desposseïdes per la fotoevaporació.

HD 209458b (Osiris) és un exemple d'un gegant gasós que està en procés de perdre la seva atmosfera, encara que no es convertirà en un planeta ctònic durant molts milers de milions d'anys, si és que ho fa alguna vegada. Un cas similar seria Gliese 436b, ja que ja ha perdut el 10% de la seva atmosfera.
COROT-7b és el primer exoplaneta que podria ser ctònic.
Altres investigadors discuteixen això i conclouen que COROT-7b sempre va ser un planeta rocós i no el nucli erosionat d'un gegant de gas o gel, a causa de la curta edat del sistema estel·lar.